# Hans Jacobson
Hans Olov Dan Jacobson (* 17. března 1947 Enskede – 9. července 1984 Handen, Švédsko) byl švédský moderní pětibojař a sportovní šermíř, který se specializoval na šerm kordem. Začínal s moderním pětibojem, ve kterém startoval na olympijských hrách v roce 1968. V závodě jednotlivců obsadil sedmnácté místo a zároveň s dalšími dvěma členy Björnem Fermem (vítěz) a Hans-Gunnarem Liljenwallem (8. místo) po celkovém součtu bodů získal v soutěži družstev bronzovou olympijskou medaili. O tu však záhy přišel, protože Liljenwall byl po závodě jednotlivců diskvalifikován za požití alkoholu. V sedmdesátých letech reprezentoval Švédsko v šermu kordem, které je součástí moderního pětiboje. V roce 1976 startoval na olympijských hrách a s družstvem kordistů vybojoval zlatou olympijskou medaili. V období poloviny sedmdesátých let vybojoval se silným švédským družstvem kordistů tituly mistra světa v roce 1974, 1975 a 1977.